# Jana Bauer
Jana Bauer, slovenska mladinska pisateljica, urednica in prevajalka, * 13. oktober 1975, Ljubljana, Slovenija.

## Življenje
Jana Bauer se je rodila v Ljubljani leta 1975. Odraščala je v Kočevju in tam obiskovala Osnovno šolo Zbora odposlancev. Šolanje je nadaljevala na Srednji aranžerski šoli v Ljubljani in jo leta 1994 zaključila. Po končani srednji šoli je študirala na Akademiji za gledališče, radio, film in televizijo v Ljubljani in leta 2003 diplomirala iz dramaturgije. Od leta 2003 ima status samostojnega kulturnega delavca. 
Pri založbi Sodobnost in Vodnikovi založbi ureja zbirke, med drugim Horizont, Izmenjave/ Exchanges in Spominčice/ Forget-me-nots. V Izmenjavah izhajajo antologije kratke proze različnih držav, te pa sočasno izdajo antologijo slovenske kratke proze. Zbirka Spominčice/ Forget-me-nots je dvojezična, slovensko-angleška zbirka,  ki je namenjena otrokom slovenskih izseljencev. Zasnovala je tudi projekt Naša mala knjižnica, namenjen spodbujanju branja v vrtcih in na razredni stopnji osnovne šole ter predstavitvi vrhunskih slovenskih mladinskih avtorjev. 

## Delo
Jana Bauer je pisateljsko pot začela s prevajanjem. Prelomnica za navdih pisanja novih del je bilo rojstvo prvega otroka. Napisala je 5 knjig za otroke ter prevedla nekaj tujih del. Njeno prvo delo je roman Izginjevalec čarovnic, ki je bil preveden tudi v angleščino (The Witch Vanisher). V angleščino sta bili prevedeni še dve njeni deli, in sicer slikanica V deželi medenjakov (In the land of Gingerbread) in knjiga Groznovilca v Hudi hosti (Scary Fairy in the Fearful Forest), ki bo izšla konec leta 2011. Ureja 2 knjižni zbirki pri reviji Sodobnost: Izmenjave in dvojezično knjižno zbirko Spominčice. 

### Za mladino
- Izginjevalec čarovnic (2002) (COBISS)
- Čarobna beseda (2004) (COBISS)
- V deželi medenjakov (2006) (COBISS)
- Detektivske prigode Fokusa in Kolumne: Skrivnost izropane grobnice (2007) (COBISS)
- Detektivske prigode Fokusa in Kolumne: V strašljivem hotelu (2009) (COBISS)
- Groznovilca v hudi hosti (2011) (COBISS)
- Groznovilca in divja zima (2017) (COBISS)

### Prevodi
- Ona: Knjiga o ženski duši, (Robert Johnson) (1997) (COBISS)
- Portret nemirne Američanke, neodposlana pisma, (Susan Nash Smith) (2001) (COBISS)
- Laži malih žensk, (Susan Nash Smith) (2002) (COBISS)
- Arabske zgodbe (2005) (COBISS)
- Zgodbe iz Afrike (2006) (COBISS)
- Otožna boginja, (Susan Nash Smith) 2006 (COBISS)
- Klub dobrih dejanj (2008) (COBISS)
- Guji guji (2011) (COBISS)